# Hete bliksem

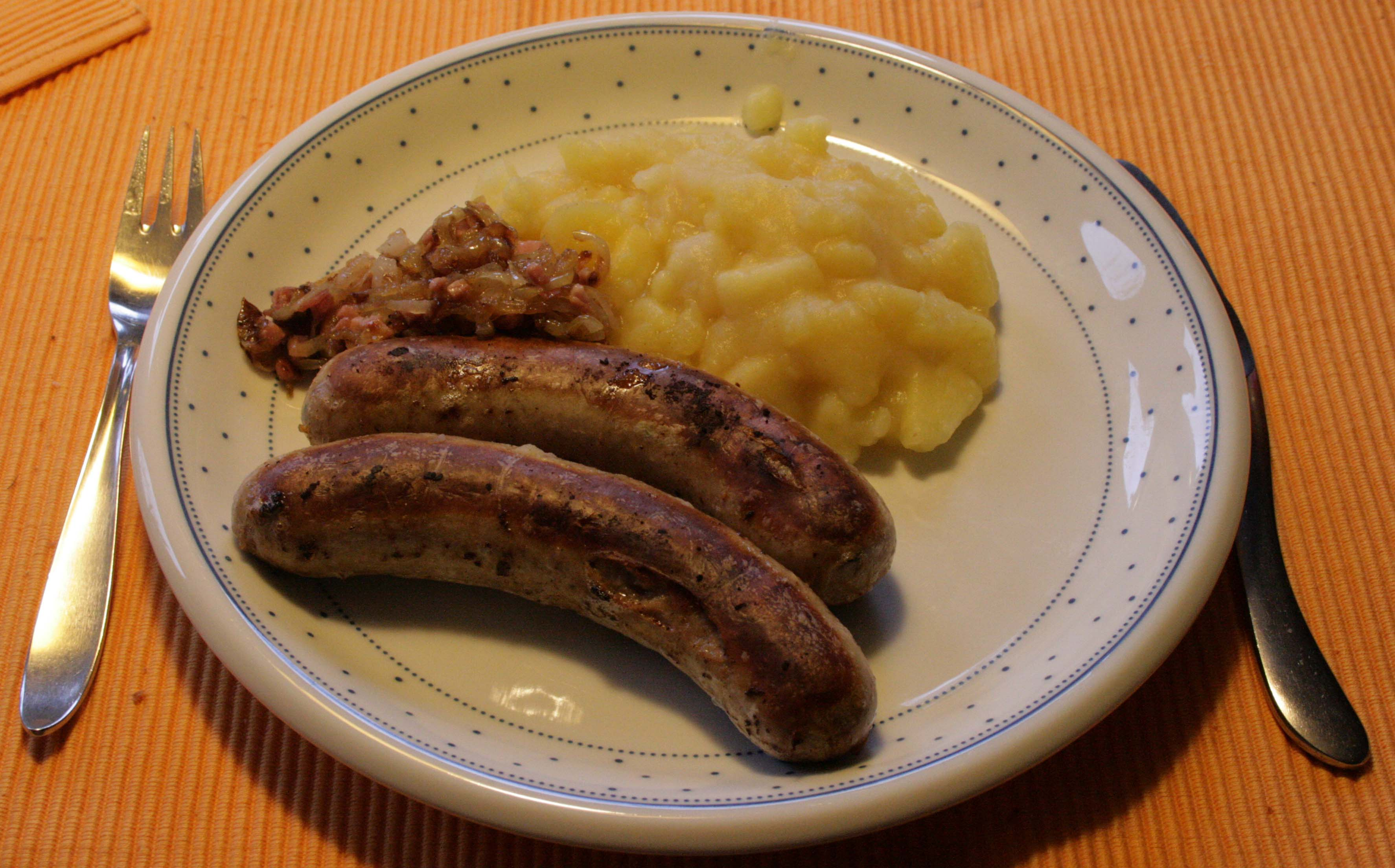
Himmel und Erde, hier geserveerd met braadworst

Hete bliksem is een oud Nederlands gerecht. Het is een stamppot die bestaat uit 2 delen aardappel, 1 deel zure appelen (goudreinetten), 1 deel zoete appelen of peren en 1 deel uien. Het gerecht wordt doorgaans opgediend met bloedworst. 
In Gelderland wordt hete bliksem traditioneel gegeten met klapstuk. Vaak zitten er ook stukjes spek bij.
In Noord-Brabant wordt het traditioneel met Brabantse metworst en rookworst geserveerd.

## Naam
Door het gebruik van appels en peren bevat het gerecht veel vocht, waardoor het lang zijn hoge temperatuur behoudt. Daaraan dankt het waarschijnlijk zijn naam. In het westen en noorden van Duitsland is de naam Himmel und Erde ('hemel en aarde') gangbaar, waarbij 'hemel' verwijst naar appels uit een boom en 'aarde' naar aardappels.
In het noorden van Nederland is hete bliksem bekend onder de naam: "stamppot zoetappeltjes" (waarbij alleen zoete appels worden gebruikt) of als "pronkjewail" (gemaakt van gedroogde en gewelde appeltjes). Voor de smaak wordt vaak keukenstroop toegevoegd.

## Varianten
Varianten van het gerecht worden verkregen door de toevoeging van spek tijdens het koken, of door gebruik van stoofperen in plaats van zoete appelen.
Donder en hete bliksemEen andere variant is "donder en hete bliksem", waarbij ham en Franse mosterd worden toegevoegd.
Hemel en aardeOp het gaar gekookte gerecht wordt een laag gelegd van aangebraden dobbelsteentjes spek met gesnipperde ui.